# Феліксув (Сохачевський повіт)
Феліксув (пол. Feliksów) — село в Польщі, у гміні Сохачев Сохачевського повіту Мазовецького воєводства.
Населення — 258 осіб (2011).
У 1975-1998 роках село належало до Скерневицького воєводства.

## Демографія
Демографічна структура станом на 31 березня 2011 року:
|          | Загалом | Допрацездатний вік | Працездатний вік | Постпрацездатний вік |
| -------- | ------- | ------------------ | ---------------- | -------------------- |
| Чоловіки | 128     | 28                 | 95               | 5                    |
| Жінки    | 130     | 32                 | 67               | 31                   |
| Разом    | 258     | 60                 | 162              | 36                   |